# Grattacieli più alti della Danimarca
Questa lista mostra tutti gli edifici danesi di altezza superiore a 70 metri. Dal 1976 l'edificio più alto della Danimarca è l'Herlev Hospital di 120m.

## Edifici completati
| Posizione | Nome                                  | Anno | Altezza         | Città         | Note                                                                             | Immagine |
| --------- | ------------------------------------- | ---- | --------------- | ------------- | -------------------------------------------------------------------------------- | -------- |
| 1         | Herlev Hospital                       | 1976 | 120 m (394 ft)  | Herlev        | È il quinto ospedale più alto del mondo.                                         |          |
| 2         | Domus Vista                           | 1969 | 102 m (335 ft)  | Frederiksberg | L'edificio residenziale più alto in Danimarca                                    |          |
| 3         | Aarhus City Tower                     | 2014 | 94 m (308 ft)   | Aarhus        | È l'edificio più alto di Aarhus.                                                 |          |
| 4         | Carlsberg                             | 1973 | 88 m (289 ft)   | Copenaghen    | È l'edificio più alto di Copenaghen ed è la sede internazionale della Carlsberg. |          |
| 5         | Radisson Blu Scandinavia Hotel        | 1973 | 86 m (282 ft)   | Copenaghen    | L'hotel più alto.                                                                |          |
| 6         | Crowne Plaza Copenhagen Towers        | 2009 | 85 m (279 ft)   | Copenhagen    |                                                                                  |          |
| 7         | Ferring International Center          | 2002 | 80 m (260 ft)   | Copenaghen    | Sede internazionale della Ferring Pharmaceuticals                                |          |
| 8         | AC Hotel Bella Sky Copenhagen Torre 1 | 2011 | 76,5 m (251 ft) | Copenhagen    | Un ponte collega gli ultimi piani delle due torri che costituiscono l'hotel      |          |
| 8         | AC Hotel Bella Sky Copenhagen Torre 2 | 2011 | 76,5 m (251 ft) | Copenhagen    | Un ponte collega gli ultimi piani delle due torri che costituiscono l'hotel      |          |
| 10        | Rigshospitalet                        | 1970 | 70 m (230 ft)   | Copenaghen    |                                                                                  |          |
| 11        | Øresundstårnet                        | 2014 | 70 m (230 ft)   | Copenhagen    | Il più alto edificio residenziale del comune di Copenhagen                       |          |
| 11        | Kongens Bryghus                       | 1997 | 70 m (230 ft)   | Copenaghen    | Costruito come silo per la Carlsberg ora convertito in residenze.                |          |
| 13        | Radisson SAS Royal Hotel              | 1960 | 70 m (230 ft)   | Copenaghen    | È stato il primo grattacielo di Copenaghen.                                      |          |